# BTCC
BTCC는 영국 기반의 암호화폐 거래소로 2014년 10월 거래량 기준으로 한때 세계 2위를 기록한 암호화폐 거래소였다. 2011년 6월 중국 상하이에서 BTCChina로 설립 된 BTCC는 중국 최초의 비트코인 거래소이며, 당시 고객의 대부분이 내국인으로 추정된다. BTCChina는 2015년 BTCC로 리브랜딩 되었다.

## 역사
회사 CEO인 바비 리(Bobby Lee)는 2013년 당시 2명이 운영하고 있던 BTCChina에 자신의 자금을 투자하고 투자자를 유치한 후 2013년 연말까지 회사의 빠른 확장과 시장 점유율 확대를 감독했다. 암호화폐 라이트코인을 개발한 찰리 리(Charlie Lee)의 형제이기도 한 바비 리(Bobby Lee)는 스탠퍼드 대학교에서 컴퓨터 과학을 전공하였고, 졸업 후 미국 캘리포니아 주에 위치한 야후!에서 8년동안 엔지니어로 일했다. 미국에서 월마트 China의 수석기술관직으로 근무했다.
2013년 11월 BTCChina는 벤처 캐피털 Lightspeed China Partners 및 Lightspeed Venture Partners로부터 500만 달러 규모의 시리즈 A 투자를 유치했다.
2013년 12월 18일, BTCChina는 중국인민은행(PBOC)의 12월 성명에 따라 중국 위안화 예금 수령을 잠정 중단한다고 발표했다. 2014년 1월 30일, 거래소는 PBOC 성명서 및 기타 규칙을 추가로 연구 한 후 위안화 예금을 재개했다.  PBOC가 은행의 비트코인 거래를 금지하는 동안, BTCChina는 위안화를 기업 은행 계좌로 받아들이고 그 돈을 비트코인으로 거래하기 전에 고객 계좌로 이체한다고 설명했다.